# Red Bull
Red Bull este o băutură energizantă produsă de Red Bull GmbH, companie austriacă producătoare de băuturi energizante non-alcoolice cu sediul principal în Fuschl am See. Red Bull a fost conceput special pentru perioadele de efort intelectual și fizic intens.
Red Bull este cel mai mare producător de băuturi energizante din lume, cu vânzări de 6.790 miliarde de doze anual (din 2018).
Red Bull GmbH controlează de asemenea echipele de Formula 1 Red Bull Racing și Scuderia AlphaTauri.
Chaleo Yoovidhya este cel care a inventat formula pentru băutura energizantă Red Bull. Conform revistei Forbes, imperiul Yoovidhaya valorează 7,8 miliarde de dolari, acesta fiind pe locul patru în topul celor mai bogate familii din Thailanda.